# Rebutia narvaecensis
Rebutia narvaecensis ist eine Pflanzenart in der Gattung Rebutia aus der Familie der Kakteengewächse (Cactaceae). Das Artepitheton narvaecensis verweist auf das Vorkommen der Art beim Ort Narváez.

## Beschreibung
Rebutia narvaecensis wächst sprossend mit kugelförmigen, graugrünen Körpern und bildet Gruppen. Die Körper erreichen bei Durchmessern von 2,5 bis 3,5 Zentimetern Wuchshöhen von 3 bis 3,5 Zentimetern. Ihr Scheitel ist etwas eingesenkt, über die Wurzeln ist nichts bekannt. Die etwa 18 Rippen sind in niedrige Höcker gegliedert. Die darauf befindlichen kreisförmigen Areolen sind weiß und stehen etwas hervor. Die 10 bis 20, selten auch mehr,  weißlichen Dornen lassen sich nicht in Mittel- und Randdornen unterteilen. Sie sind dünn, nadelig, ausgebreitet und 2 bis 3 Millimeter lang.
Die hell rosafarbenen Blüten, erscheinen an den Seiten der Körper, sind häufig zahlreich und werden 4 bis 4,2 Zentimeter lang und erreichen ebensolche Durchmesser.

## Verbreitung und Systematik
Rebutia narvaecensis ist in Bolivien im Departamento Tarija verbreitet.
Die Erstbeschreibung als Aylostera narvaecense durch Martín Cárdenas wurde 1971 veröffentlicht. John Donald Donald (1923–1996) stellte die Art 1973 in die Gattung Rebutia.

## Nachweise